# Szőlőhegy (Bákó megye)
Szőlőhegy (románul: Pârgărești) falu Romániában, Moldvában, Bákó megyében.

## Fekvése
Ónfalvától légvonalban 8 km-re nyugatra, Aknavásártól 4 km-re délkeletre fekvő település.

## Leírása
A 2002. évi népszámlálás adatai szerint 1202 lakosából 1039 fő volt római katolikus és 25-en vallották magukat magyarnak.

## Híres szülöttei
- Vasile Gheorghe Radu (Szőlőhegy, 1903. június 26. – Kolozsvár, 1982. március 8.) román zoológus, a Román Akadémia levelező tagja.

## Külső hivatkozások
- Tánczos Vilmos: Hányan vannak a moldvai csángók?